# Le Vey
Le Vey (Ausspracheⓘ) ist eine französische Gemeinde mit 130 Einwohnern (Stand: 1. Januar 2022) im Département Calvados in der Region Normandie. Sie gehört zum Arrondissement Caen und zum Kanton Le Hom. Die Einwohner werden als Vétons bezeichnet.

## Geografie
Le Vey liegt an der Orne, rund 21 Kilometer westnordwestlich von Falaise. Umgeben wird die Gemeinde von Saint-Omer im Norden und Nordosten, Le Bô im Südosten, Clécy im Süden, Südwesten und Westen sowie Saint-Rémy in nordwestlicher Richtung.

## Bevölkerungsentwicklung
| Jahr                              | 1793 | 1836 | 1876 | 1926 | 1946 | 1975 | 1990 | 2019 |
| Einwohner                         | 174  | 236  | 187  | 116  | 104  | 96   | 66   | 121  |
| Quellen: Cassini, EHESS und INSEE |      |      |      |      |      |      |      |      |

## Sehenswürdigkeiten
- Kirche Saint-Laurent aus dem 12. Jahrhundert
- mehrere Gutshäuser und -höfe aus dem 16.–19. Jahrhundert
- Naturflächen, die unter anderem zu Freizeitzwecken genutzt werden

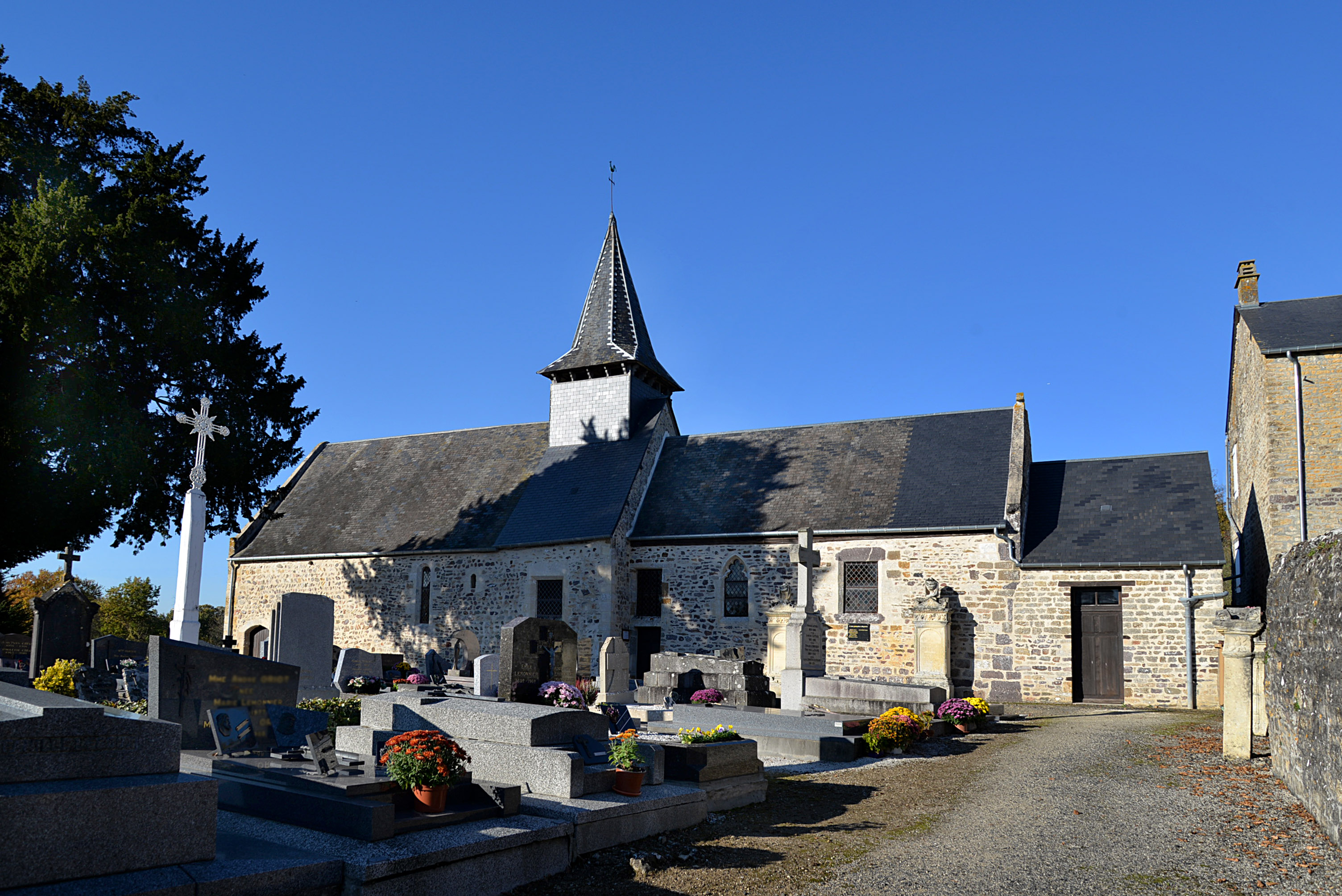
Kirche Saint-Laurent
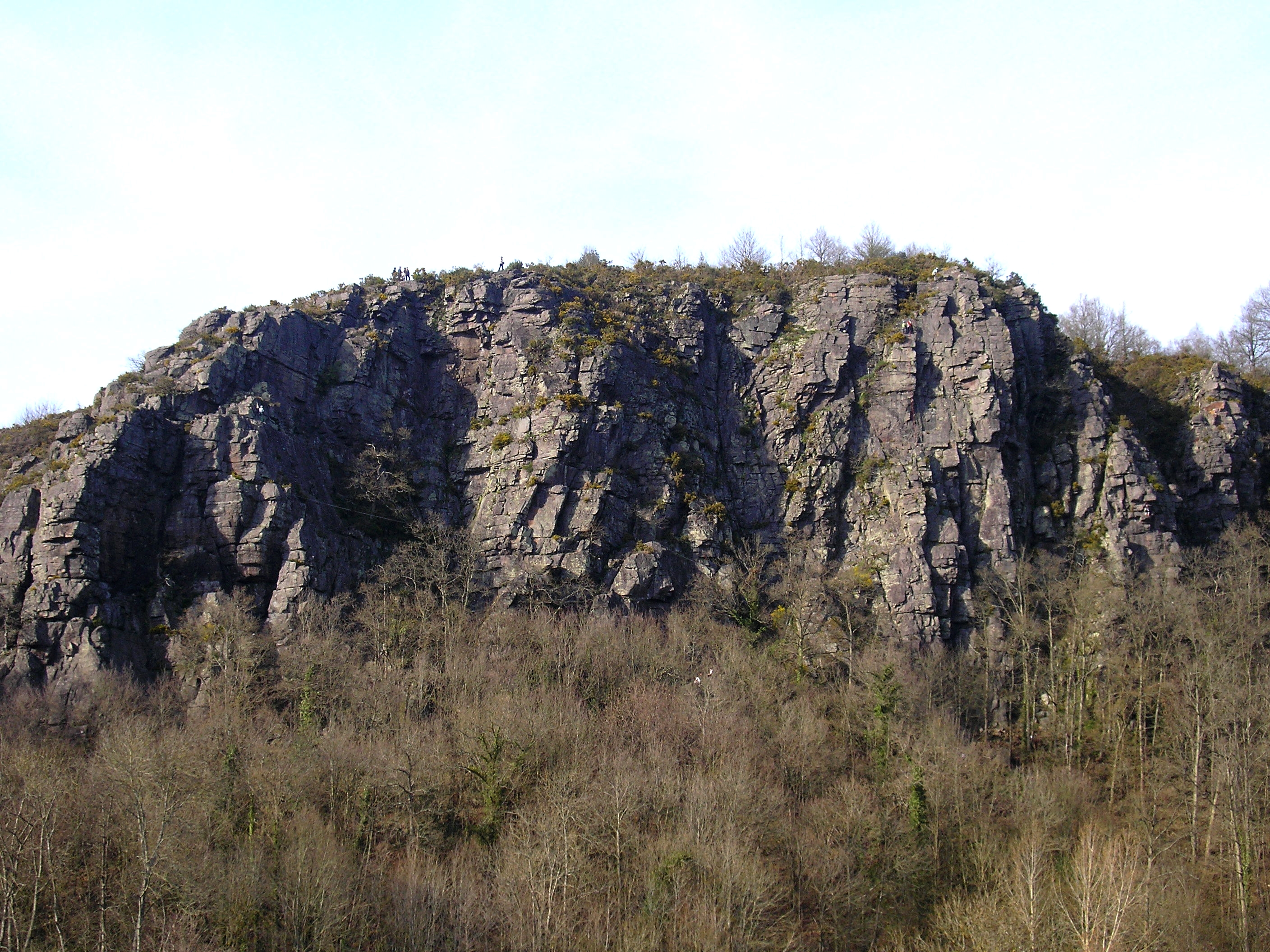
Felsformation bei Le Vey